# Happy End Apartment
Happy End Apartment (ハッピーエンドアパートメント?, Happīendo Apātomento) è un manga yaoi scritto e disegnato da est em, pubblicato come unico volume dalla casa editrice Libre Shuppan, il 12 agosto 2012. Nello stesso anno il volume unico è stato pubblicato in inglese dal sito JManga sotto il titolo Apartments of Calle Feliz .

## Trama
Luca è un giovane scrittore sfortunato: sfrattato dal suo compagno di stanza e senza alcun contratto è alla disperata ricerca di un nuovo appartamento in cui trasferirsi per poter finalmente scrivere una storia a lieto fine. Imbattutosi in Javi, un DJ di stazione radio di Madrid, Luca viene quasi costretto da quest'ultimo a stabilirsi all'ultimo condominio di Calle Feliz. Abitato prevalentemente da giovani uomini, il posto - come suggerisce Javi - può essere una possibile fonte di ispirazione per lo scrittore in erba e così Luca decide di scrivere proprio dei suoi vicini. Quasi terminata la sua opera, il ragazzo si accorge di non aver ancora scritto di Javi, di cui riconosce di non sapere quasi nulla. Interrogato il compagno di stanza riguardo al suo passato, scopre così che il precedente ragazzo del DJ è morto e che non riesce ancora ad accettarlo. Luca, oltre che a somigliare vagamente al defunto, ne condivide anche il nome e questo aveva permesso, durante la loro convivenza, a far rivivere agli occhi di Javi il suo amor passato.
A questo punto, confessati i propri sentimenti, Luca propone al compagno di iniziare una nuova vita assieme, superando il trauma del lutto e dei fantasmi del passato.

## Personaggi
Luca
Un giovane scrittore incapace di scrivere storie a lieto fine, motivo per cui spesso gli editori rifiutano i suoi manoscritti.
Javi
Ospitale e amante della compagnia, Javi sotto l'apparente allegria e spensieratezza non riesce a cancellare le tracce della presenza di Luca, suo ex ormai deceduto.
DIno
Un designer nel campo della moda. Conosciuto Salvador ad una festa riconoscendo su di lui una giacca di sua creazione, da allora i duo hanno iniziato una relazione ed una convivenza stabili. Dino sopporta con pazienza e rassegnazione tutte le stranezze del compagno artista.
Salvador
Artista e compagno di Dino. Da alcuni anni senza alcuna spiegazione ha smesso di uscire dal proprio appartamento, cessando inoltre di vestire alcun capo. DI fronte alla frustrazione causata a Dino, spiega con quel gesto di voler tentare di smettere d'affezionarsi ad alcun che di futile, perché capace di distrarlo dalle persone e dalle cose cui veramente tiene. Dopo aver detto ciò, pronto a rivestirsi e ad uscire di casa, propone al paziente Dino di sposarlo.
Noé
Sempre risoluto e deciso in qualsiasi cosa, non è mai riuscito tuttavia a decidersi per ciò che veramente conta: l'amore. Conosciuti due affascinanti gemelli asiatici ed innamoratosi di entrambi, Noè non si è mai deciso a proporsi ad uno dei due in particolare, reputando di amarli tutti e due allo stesso modo, con la stessa intensità.
Shu e So
Innamoratisi dello stesso uomo e nessuno dei due disposto a cedere, da anni ormai i gemelli convivono col loro amato in una faticosa storia a tre. Quando si presenta l'occasione di mettere alle corde Noé e porlo di fronte ad una scelta, i gemelli dovranno infine accettare la scelta del loro amante, troppo innamorato di entrambi per favorire uno dei due.
Matias
Un ragazzino infelice, cui la morte della madre ha causato un grave turbamento psichico al punto da indurlo nel più completo mutismo. Da allora un bambolotto, miniatura fedele di un ragazzo coetaneo, è il suo unico compagno di giochi e tramite col mondo; è infatti attraverso il proprio sé in miniatura che Matias comunica con gli altri.
Pepe
Un rinomato ed affermato costruttore di bambole e fantocci. Nonostante la fama, Pepe non riesce ad allontanare il rimorso e il dispiacere della gioventù, quando - dopo aver reso pubblica la storia intrecciata con un ragazzo più giovane - il compagno fu costretto a trasferirsi lontano, su decisione dei genitori offesi e preoccupati.
Trovata in Matias un'interessante compagnia, cui lo lega inoltre anche l'affinità verso le bambole, è grazie alla frequentazione dei due che il ragazzino riesce a ritrovare la parola.
José
Il silenzioso e misterioso inquilino del secondo piano. Perso l'udito in un incidente, José non ha trascurato il suo lato romantico e sognatore, al punto da proporsi - dopo un repentino ed intenso colpo di fulmine - ad Eva, solo dopo averla conosciuta.
Eva (Evan)
Un transessuale ed ex-dipendente in un circo. Nonostante abbia smesso di lavorare per la compagnia, la sua casa è comunque diventata il chiassoso punto di ritrovo di artisti circensi, musicisti ed altri amici tra cui si distingue Ana, la migliore amica.